# Titanis
Titanis es un género extinto de aves no voladoras del orden Cariamiformes que vivió en los períodos Plioceno y Pleistoceno, en América del Norte.

## Etimología

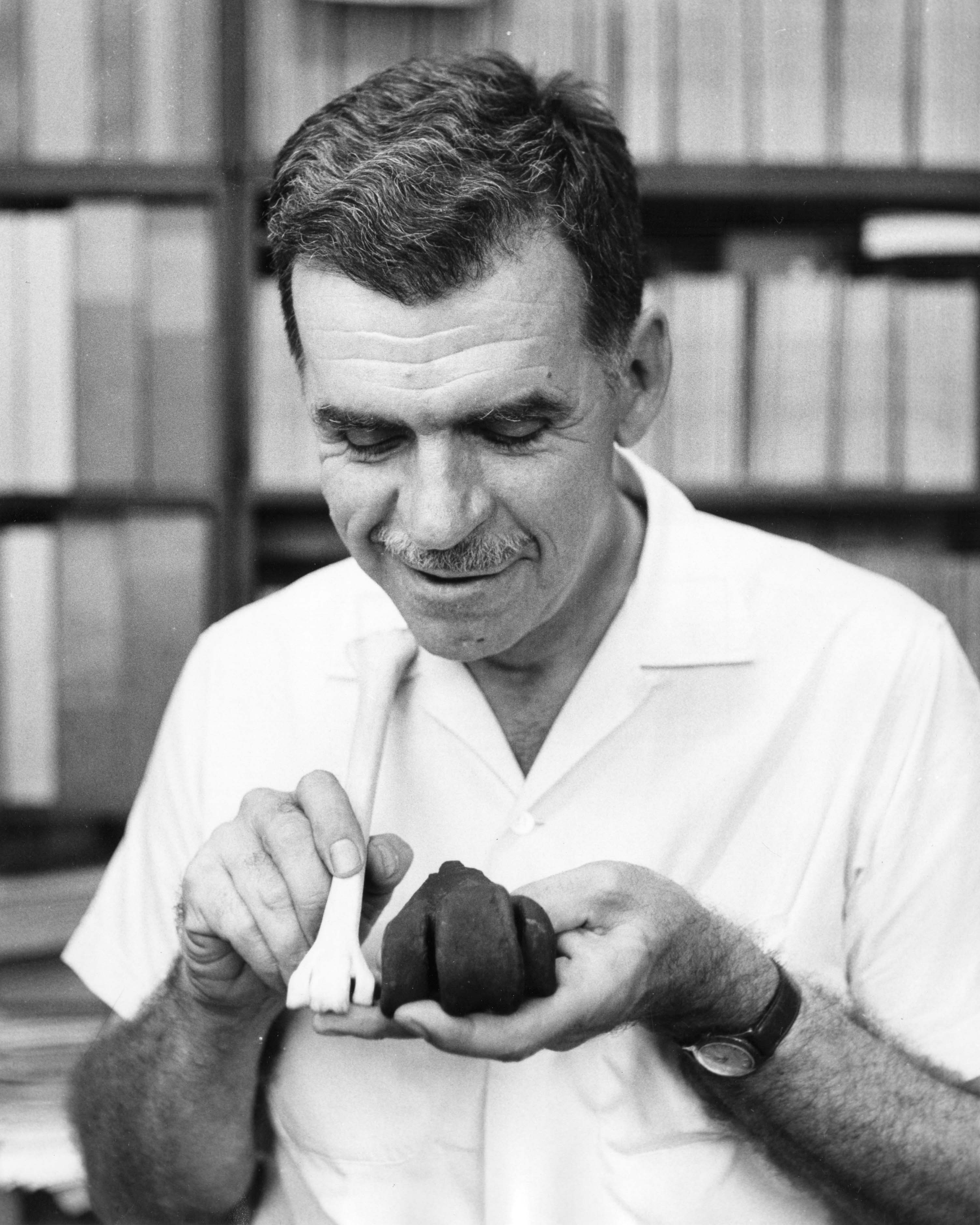
Pierce Brodkorb con el tarsometatarso de Titanis (fósil oscuro) y de otra ave.

Pierce Brodkorb realizó la descripción científica publicada en 1983, y le dio el nombre al género Titanis, en referencia al término griego "titán", la raza de poderosos dioses de la mitología griega que precedieron a los dioses olímpicos, y aludiendo también al gran tamaño del ave. El nombre de la especie, T. walleri, honra al recolector del fósil holotipo (UF-4108), Benjamin I. Waller.

## Origen
Vivió hace aproximadamente entre 5-2 millones de años (de principios del Plioceno al inicio del
Pleistoceno) en el sur de Estados Unidos, en los estados de Florida y Texas. La evidencia fósil que ha sido encontrada en el condado de Gilchrist en Florida data de entre 3.0 a 2.9 millones de años.
A través de evidencia circunstancial (es decir, fracturas óseas), se ha sugerido que la especie no se extinguió hasta hace unos 15,000 años, pero la datación más precisa realizada por McFadden y colegas refuta una fecha tan tardía; todos los fósiles conocidos de Titanis parecen tener al menos 2 millones de años. Titanis fue parte del grupo de grandes aves no voladoras denominado Phorusrhacidae, el cual es conocido por su apodo de las "aves del terror", y se ha considerado como la especie más reciente de este linaje (posteriormente, se ha encontrado un espécimen suramericano aún más reciente). Los Phorusrhacidae se originaron en Suramérica; Titanis es el único miembro conocido del grupo que emigró del subcontinente durante el Gran Intercambio Biótico Americano.
Un linaje de aves depredadoras emparentadas, las batornítidas vivió en América del Norte entre el Paleoceno al Mioceno. Estas no eran antepasadas de Titanis o de cualquier otra fororrácida, pero ocuparon nichos ecológicos similares y algunas como Paracrax incluso alcanzaron tamaños similares, de cerca de 2 metros de altura. Estas aves se extinguieron más o menos 15 millones de años antes de que Titanis alcanzara América del Norte.El vencío a mamíferos carnívoros como el Chasmaportetes y Plionarctos

## Descripción

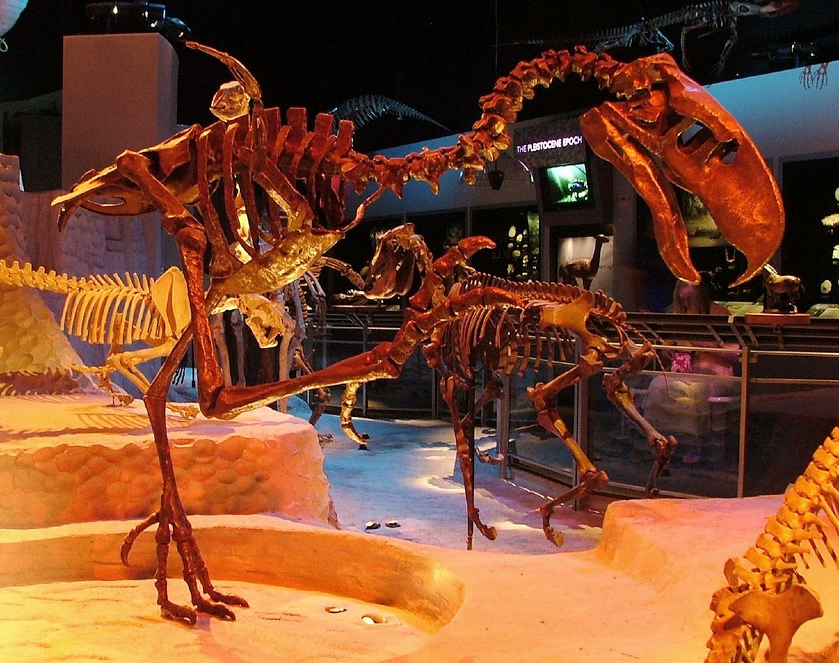
Esqueleto de Titanis reconstruido en el Museo de Historia Natural de Florida.

Medía unos 2,5 metros de altura y pesaba aproximadamente 150 kilogramos, pero con una gran variación entre especímenes (quizás debido a un fuerte dimorfismo sexual). Aunque no se han hallado piezas del cráneo, muy probablemente debió de haber sido enorme y con un gran pico en forma de hacha, como sus demás parientes. Se estima que Titanis podía correr a velocidades de 65 km/h.
Las alas eran pequeñas y no podrían haber sido utilizadas para el vuelo. Tenía huesos articulados en un inusual estructura en forma de empalme, lo que sugiere que los dígitos podrían ser flexibles hasta cierto punto. También tuvo una muñeca relativamente rígida, que no permitía al brazo doblar la mano contra la espalda en la misma medida que otras aves. Esto llevó al científico R.M. Chandler a sugerir que las alas pudieron servir de soporte a una mano móvil dotada de garras, similar a las manos de los dinosaurios dromeosáuridos (también conocidos popularmente como "raptores"). Sin embargo, posteriormente se señaló que esta estructura común del ala y la muñeca no es de hecho única, y está presente en Seriema (modernos miembros del mismo grupo de aves a la que pertenecía Titanis), que no tienen ninguna especialización para agarrar con las manos.
En general, Titanis era muy similar a Phorusrhacos y Devincenzia de Sudamérica, sus parientes más cercanos. Sin embargo, la evidencia indica que se diferenciaría de estas por tener una cabeza más grande, un cuello grueso y una estructura general más robusta. Aunque poco se sabe de su estructura corporal, parece que sus pies eran más estrechos que los de Devincenzia, con un dedo medio proporcionalmente mucho más fuerte. (Onactornis es ahora considerado un sinónimo más moderno de Devincenzia).